# Фла (десерт)
Фла (нід. vla, МФА: [fla] ( прослухати)) — традиційний нідерландський десерт на основі заварного крему.
Слово фла вперше задокументоване в XIII столітті та спочатку позначало будь-який кустардоподібний крем для покривання тістечок та іншої випічки. Слово флай також пов'язане та згодом почало використовуватися для позначення будь-яких пирогів.
Традиційно фла виготовляється з яець, цукру та свіжого молока, хоча деякі масові виробники використовують сьогодні крохмаль замість яєць. Фла наявний у багатьох смаках, серед яких ваніль вважається найпопулярнішою. Серед інших смаків варто також зазаначити шоколад, карамель, банан, апельсини та яблука.
Фла продавали напершу в скляних пляшечках, але консистенція десерта не дозволяла дістати увесь вміст, так що спеціально був вигаданий особливий шкребок для пляшок (flessenschraper or flessenlikker). Хоча сьогодні фла зазвичай продається в картонних коробках, шкребки ще досі зустрічаються в нідерландців вдома на кухні.
Хоча фла — це типовий нідерландський продукт, з 2010 року він продається також у Валлонії та Німеччині компанією Campina.